# Vilhelm von Düben
Carl Gustaf Vilhelm von Düben, född 8 oktober 1816 i Eds socken i Uppland, död 12 mars 1897 i Köpenhamn, var en svensk friherre, tjänsteman, fotograf, militär, och disponent, hos vilken författaren Selma Lagerlöf bodde under en tid i Landskrona på Storgatan 10.
Vilhelm von Düben var son till militären och konstnären Anders Gustaf von Düben och Carolina Eckhardt, dotter till typografen Johann Heinrich Eckhardt. Han tjänstgjorde i de svenska och amerikanska örlogsflottorna, och inträdde därefter i tjänst hos tullverket i Ljusne år 1860 och i Landskrona 1867. I Skåne var han disponent för Södra Sveriges litografiska anstalt, tillika verksam som fotograf.
Selma Lagerlöf var under en tid inackorderad för 45 kronor i månaden, hos Vilhelm von Düben och dennes familj, hos vilka hon uppgav att hon vantrivts, både med värdfolket och det bullriga och kalla rum hon bott i, liksom maten som inte gjorde henne tillfredsställd. Hon uppgav även att baronen och dennes familj framför allt åt smörgåsar, typiskt för Stockholmarna, enligt egen utsaga. Lagerlöfs tid hos familjen von Düben skildras bland annat i ett brev till seminariekamraten Matilda Widegren.
von Düben var gift med Amelie Elisabeth Westerberg. 